# Schloss Niederstraubing

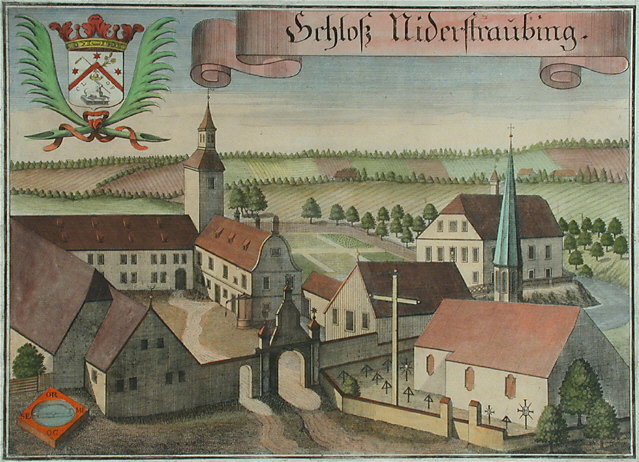
Michael Wening: Schloss Niederstraubing um 1700

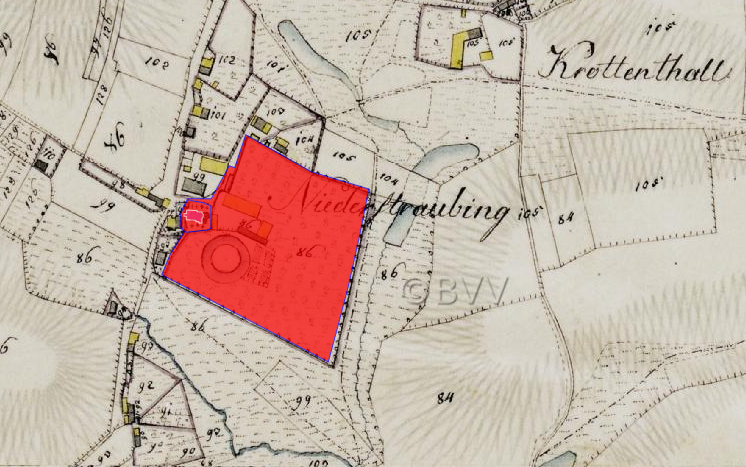
Lageplan von Schloss Niederstraubing auf dem Urkataster von Bayern

Schloss Niederstraubing ist ein ehemaliges Schloss im Kirchdorf Niederstraubing in der Gemeinde Steinkirchen im Landkreis Erding in Oberbayern. Es ist als Burgstall des Mittelalters und der frühen Neuzeit (Schloss Niederstraubing) unter der Nummer D-1-7638-0204 als Bodendenkmal erfasst.

## Geschichte
„Ad Strupingas“ lautet die erste Erwähnung im Jahr 849, als Adalhilt ihren Besitz zu Straubing übergibt. 926/937 tauscht Bischof Wolfram von Freising von dem Edlen Uualbert und Snello deren Eigentum zu Itzling und Straubing gegen Besitz zu Vilsheim. Wann sich die Orte Nieder- und Oberstraubing teilten, ist nicht bekannt. Schloss und Hofmark  Niederstraubing waren Mitte des 17. Jahrhunderts im Besitz von Regimentsrat Johann Oswald von Pfetten, der 1679 starb. Etwa um das Jahr 1780 ist Niederstraubing in den Besitz der Freiherren von Aretin übergegangen. Im Jahre 1793 verkauft der kurfürstliche Oberlandesregierungsrat Carl Albert von Aretin seinen Besitz Niederstraubing an die Herren von Rauscher. Sie waren die letzten Schlossherren von Niederstraubing, die auch hier begraben sind. Von 1820 bis zur Revolution 1848 bestand ein von Rauscher'sches Patrimonialgericht II. Klasse, das für die niedere Gerichtsbarkeit zuständig war. Der Rauschersche Besitz wurde 1858 verkauft. Das Schloss brannte an Fronleichnam 1896 restlos ab.
Am Bründlweg 1 existierte lange noch ein ehemaliges Nebengebäude des abgegangenen Schlosses, ein kleiner erdgeschossiger Satteldachbau aus dem 18. Jahrhundert.